# Natalia Guerrero
Natalia Guerrero (Irapuato, 9 de setembro de 1987) é uma atriz mexicana. 

## Carreira
Em 2011 se graduou no Centro de Educación Artística de Televisa (CEA).  Na televisão, estreou em 2012 na telenovela Amor bravío e atuou ao lado de Silvia Navarro e Cristián de la Fuente. No mesmo ano participa da série Miss XV. Também fez parte do elenco na novela Libre para amarte.
Em 2014 ganha um personagem vilã na novela El color de la pasión. Nesta novela a atriz enfrentou alguns incômodos, entre eles beijar o ator Mariano Palácios, seu amigo na vida real. 
Em 2015 interpreta a antagonista da novela La vecina, atuando ao lado de Esmeralda Pimentel e Juan Diego Covarrubias. 
Em 2016 a atriz interpretou outra vilã de bastante porte em sua carreira em Las Amazonas compartilhando créditos com grandes nomes como Danna García, Grettel Valdez e Victoria Ruffo. Em 2017 co-protagonizou a novela El Vuelo de la Victoria.

## Filmografia

### Televisão
| Ano       | Telenovela              | Papel                      |
| --------- | ----------------------- | -------------------------- |
| 2018      | Sin miedo a la verdad   | Laura Díaz                 |
| 2017      | El vuelo de la victoria | Cecilia Rosales de Acevedo |
| 2016      | Las amazonas            | Lisete Quiroz              |
| 2015-2016 | La vecina               | Isabel Cisneros            |
| 2014      | El color de la pasión   | Daniela Suárez Molina      |
| 2013      | Libre para amarte       | Gina Aristizábal           |

### Cinema
| Ano  | Projeto              |
| ---- | -------------------- |
| 2013 | Vera                 |
| 2012 | Así es la suerte     |
|      | Con el pie izquierdo |
|      | 1:1000 suspiros      |

### Teatro
- El Pánico
- Seres incompletos
- Amor en crimea